# West Derby Village Cross

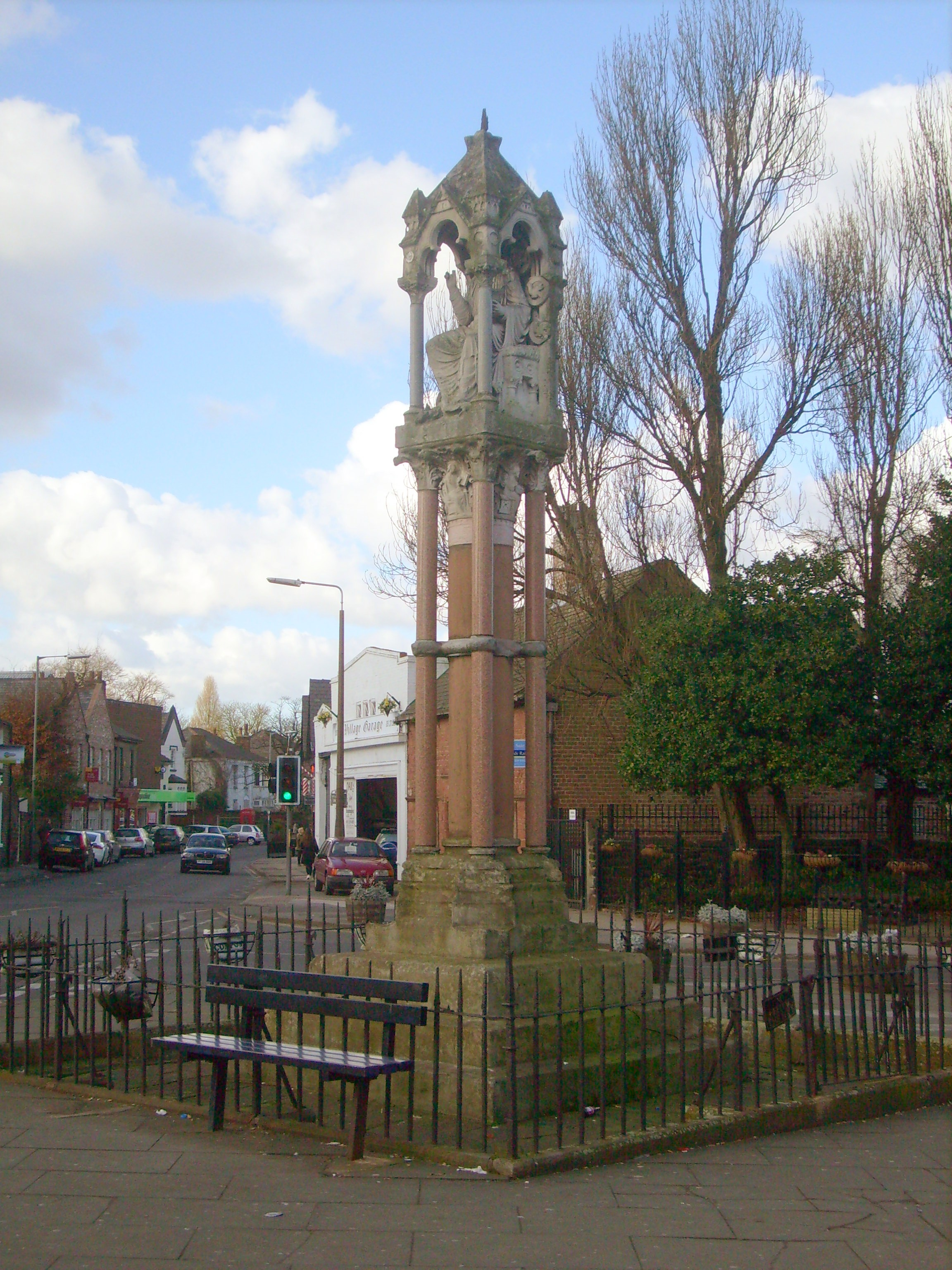
Das West Derby Village Cross

Das West Derby Village Cross ist ein Flurkreuz in Liverpool, England. Es wurde von Eden Nesfield im Stil der französischen Neugotik entworfen und in der Zeit von 1861 bis 1870 errichtet bzw. erweitert. Das Kreuz ist ausgestattet mit Darstellungen des sitzenden Jesus, der Hand Gottes, Adam und Eva und der Kreuzigung über einer runden Steinsäule und vier Marmorsäulen. Das Kreuz selbst ruht auf einem dreistufigen Steinquader und ist mit einer schmiedeeisernen Umzäunung umgeben. Es steht als Grade-II*-Bauwerk unter Denkmalschutz und wird seit 2015 in den Denkmallisten als „Monument in West Derby Village“ geführt.